# Havsvärmekraft

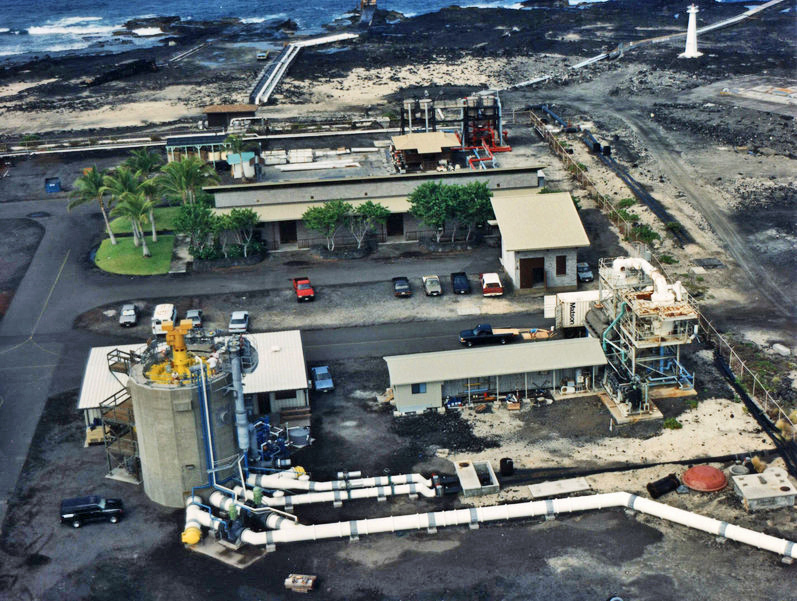
Havsvärmekraftanläggning på Hawaii

Havsvärmekraft är en teknik som utnyttjar temperaturskillnaden mellan kalla och varma vattenlager som finns på olika djup i havet för att producera el. Oftast används någon form av Rankinecykel för att omvandla temperaturskillnaden till el. Det fungerar i princip på samma sätt som värmepumpen i ett kylskåp, fast med den omvända funktionen. Förkortningen OTEC (engelska Ocean Thermal Energy Conversion) används ofta för tekniken i fråga. En teoretisk analys av problemet publicerades redan år 1881 av Jacques-Arsène d'Arsonval. Den första OTEC-anläggningen byggdes av Georges Claude 1930 på Kuba. 
Den här förnybara energiresursen kan med fördel utnyttjas i tropikerna, där skillnaden mellan ytvattnets temperatur och temperaturen i djuphavet (nedanför cirka 1000 meters djup) är särskilt stor året runt. På grund av att det på havets botten strömmar in vatten från polarregionerna är havsvattnets temperatur på stora djup alltid nära 4 °C även i tropikerna. Det finns ett flertal försöksanläggninar igång, bland annat på Hawaii.
Havsvärmekraftverk kan med fördel kombineras med akvakultur, eftersom havets djupare vattenlager är rika på näringsämnen. 
Djuphavsvatten kan också utnyttjas mera direkt för kylnings- och klimatiseringsändamål. I det syftet kan man också utnyttja insjövatten från tillräckligt stort djup, vilket man till exempel gör i en anläggning för fjärrkyla i Toronto.